# Chile TV
Chile TV fue un programa de televisión chileno, emitido por Canal 9 entre 1960 y 1973. Consistía en un programa de actualidad que mezclaba reportajes y comentarios de actualidad con presentaciones artísticas. El programa debutó el 11 de noviembre de 1960, una semana después de que Canal 9 iniciara sus transmisiones, y en sus primeras emisiones era conducido solo por Patricio Bañados.
Durante sus primeros años, Chile TV fue presentado por Diana Sanz y Patricio Bañados. Entre mayo y diciembre de 1963, Chile TV no fue emitido debido a que Canal 9 suspendió sus transmisiones mientras se realizaba una reestructuración de la estación.
Al reiniciar sus transmisiones a inicios de 1964, Chile TV comienza a ser presentado por Isidoro Basis, y cuenta con las locuciones de Justo Camacho y León Canales. La producción estaba a cargo de Boris Hardy, y el programa era emitido los días viernes a las 21:15 (hora local) con una duración de 30 minutos. En dicha época, el programa combinaba entrevistas, presentaciones artísticas, notas de actualidad y comentarios.
Chile TV finaliza sus emisiones en 1973 debido al proceso de reestructuración que sufre la programación de Canal 9, producto de los conflictos internos que poseía la estación televisiva.